# Омусати
Омусати (на английски: Omusati) е един от тринадесетте региона на Намибия. Административният център Утапи и град Омбаланту образуват естествения център на региона. Площта му е 63 539 квадратни километра, а населението – 150 809 души (по преброяване от август 2011 г.).
Северната част на региона е по-гъсто населена за разлика от южната, където пасищата са с лошо качество, а водните източници са със солена вода. Това е предимно аграрен район, в който основната отглеждана култура е просото.
В региона е изграден главен път, който го свързва със съседните региони. Въпреки че транспортът и обслужването по този път е лесно, останалите пътища на региона са с лошо качество. Тук няма изградена прилична болница. Основните здравни изисквания и нужди се изпълняват от мрежа от клиники. Подобен е и проблемът с училищата. Те са доста малко на фона на населението и е необходимо подобряване на учебните условия.
- На север регионът граничи с провинция Кунене на Ангола.

Границите с останалите региони са както следва:
- Охангвена е на североизток.
- Ошана е на изток.
- Кунене е на юг и запад.

Регионът е разделен на десет избирателни окръга:
- Анамуленге с 12 470 жители
- Елим с 15 210 жители
- Етайи с 34 970 жители
- Огонго с 18 498 жители
- Окахао с 26 035 жители
- Окалонго с 28 657 жители
- Онези с 12 935 жители
- Ошикуку с 8089 жители
- Руакана с 10 722 жители
- Цанди с 26 834 жители
- Утапи с 30 313 жители